# فيوليتا ياكوفا
فيوليتا ياكوفا (بالبلغارية: Виолета Якова، ولدت في 2 حزيران (يونيو) 1923 في دوبنتسا - توفيت في 18 حزيران (يونيو) 1944 في رادومير) كانت يهودية حزبية، عضوة في الحزب الشيوعي البلغاري. وقد كان اسمها الحركي "إيفانكا"، شاركت في اغتيال العديد من النازيين والضباط البلغاريين المؤيّدين للألمان، بما في ذلك اغتيال قائد الشرطة البلغارية أتناس فانتيف والفريق هريستو لوكوف. تعرّضت فيوليتا للاضطهاد من قبل قوات الأمن البلغارية، في حزيران (يونيو) 1944، أصيبت بجروح خلال اشتباكات مع الشرطة في مدينة رادومير واعتقلت وتعرّضت للتعذيب.

## سيرتها
ولدت فيوليتا يوسيفوفا ياكوفا لعائلة فقيرة من يهود السفارديم في دوبنتسا؛ والدها، يوسيف ياكوف، كان تاجراً صغيراً توفي قبل أن تولد. قادت الظروف الاقتصادية الصعبة في بلغاريا بعد الحرب العالمية الأولى العديد من العائلات اليهودية للهجة من المدن الصغيرة نسبياً إلى المراكز السكانية الكبيرة. تحت هذه الظروف، هاجرت عائلتها إلى العاصمة صوفيا. تعلّمت فيوليتا الخياطة وعملت لدى مخيطة. بالنسبة للعديد من اليهود البلغار الشباب في نهايات عقد 1930 وخلال الحرب العاليمة الثانية، عززت المثالية وتفاعل النظام البلغاري مع دول المحور من التزام المنظمات الصهيونية واليسارية وانخراطها في أنشطة سرية ضد الحكومة والمخبرين والضباط النازيين في بلغارياعام 1939، انضمت إلى منظمة شباب الحزب الشيوعي البلغاري. عام 1942، بعد أن انضمت بلغاريا إلى دول المحور وتوقيعها على الاتفاق الثلاثي، انضمت فيوليتا إلى المقاومة السرية.
شارك العديد من الشباب اليهود البلغار في هجمات في صوفيا. فقد شاركت فيوليتا مع أنجيل فاغنشتاين في إحراق مصنع السُتّر الجلدية عام 1942 والذي كان ينتج الزي الرسمي للقوات النازية. كما شاركت مع ليون كالاورا ودانو ألباهارا في تشكيل فرقة الموت التي اغتالت العديد من المعادين للسامية والفاشيين والمخبرين النازيين. اعتبرت فيوليتا المقاتلة الأكثر مهارة إذ تمكنت من اغتيال خريستو لوكوف ورئيس الشرطة البلغارية الكولونيل اتاناس فانتيف. أصبحت مطلوبة لقوات الأمن البلغارية. في بداية آذار (مارس) 1944، جمعت الشرطة البلغارية معلومات استخبارية عن مكان وجودها في مسقط رأسها في رادومير، حيث بدأت عملية مطاردتها. اعتقلت فيوليتا في حزيران (يونيو) بعد إطلاق نار مع الشرطة حيث أصيبت خلال العملية. وقد تعرّضت للاغتصاب  والضرب والتعذيب حتى الموت على يد الشرطة البلغارية.

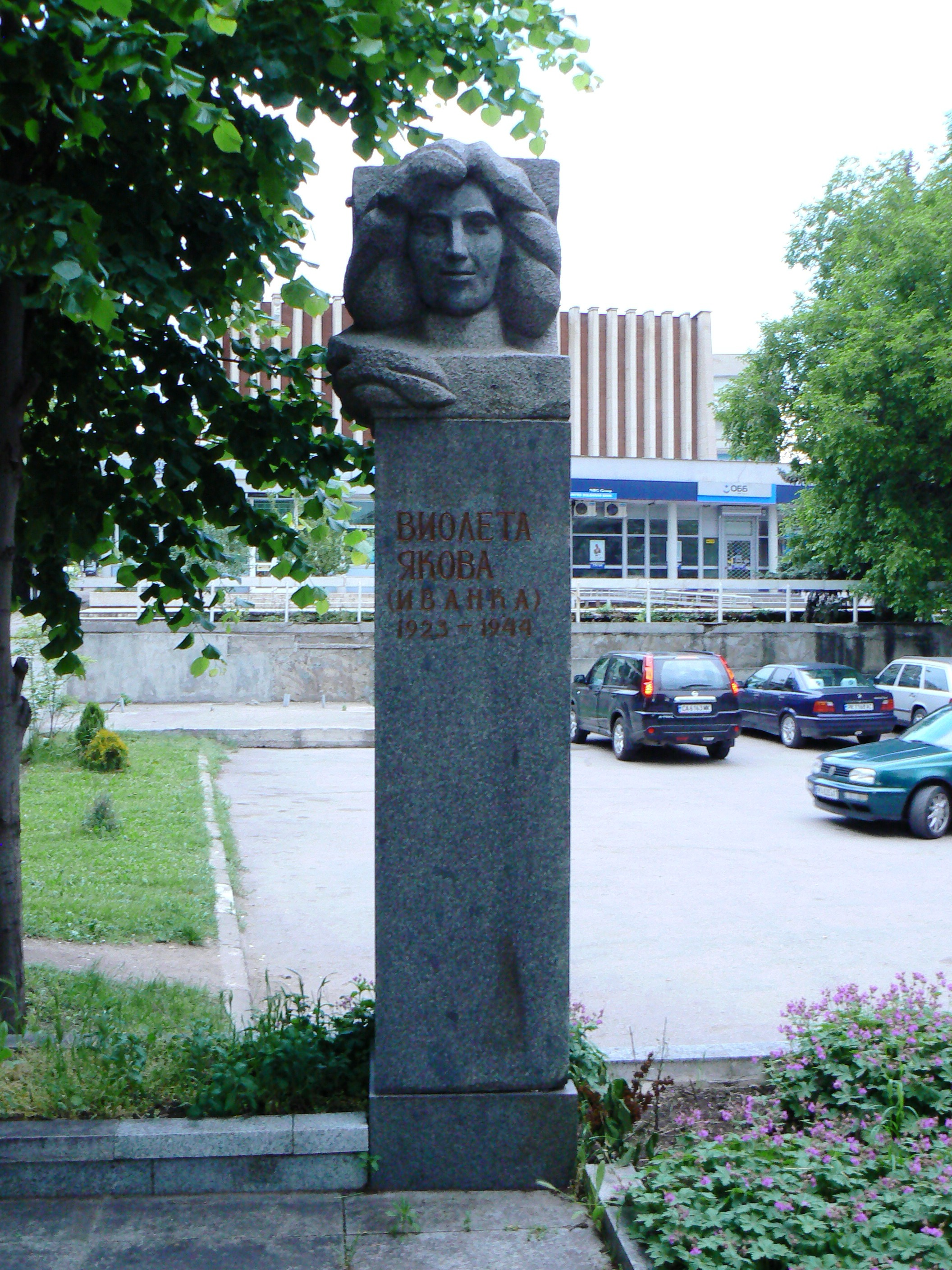
نصب تذكاري لفيولتيا في مدينة رادومير.